# 本を綴る
『本を綴る』（ほんをつづる）は、千勝一凜脚本、篠原哲雄監督による日本の映画。2023年12月1日 - 14日に撮影地の一つである栃木県那須塩原市の映画館で先行公開、2024年10月5日より全国公開。

## 概要
2022年3月に公開されたYouTubeドラマ「本を贈る」最終話では、旅に出た小説家からしばらくして本が送られてくる場面があるが、本作は小説家が旅にでかけた先で本を書く決意を固めるまでを描いたロードムービー作品である。
那須塩原市図書館みるるなどで撮影した縁で、2023年12月1日 - 7日（好評のため14日まで延長）に那須塩原市の映画館
フォーラム那須塩原で先行上映された。先行上映では連日舞台挨拶が行われる。
劇中の施設名称や書店等は、実在のものをそのまま使用している。

## あらすじ
ベストセラーとなった代表作「悲哀の廃村」により舞台とした廃村の元住人から責められて、小説を書くことができなくなった一ノ関哲弘は、全国の書店を巡り本の書評や書店のコラムを書くことを生業としていた。
那須塩原市図書館みるるでのイベント前に、那須ブックセンターの店舗跡を再利用した子ども食堂を訪ねた一ノ関は、入口で図書館司書の沙夜と出会う。図書館でのイベント後に、沙夜とともに森の中の書店に行き、古書に挟まった差し出されていない恋文を見つけ、宛先の人を求めて京都に行くことにした。
京都では、一ノ関の学生時代の友人である小笠原功二の経営する書店に行き、手紙の住所の件を尋ねると近くに古本屋があるから、そこで聞くと良いといわれ、古本屋で尋ねると、宛先の人物は京扇子の職人と夫婦になっていたが既に二人共とも亡くなり、孫娘の朝比奈花が小料理店をやっているとのことで、来訪することにした、功二を連れて行くと、かつて京扇子職人である花の祖父が功二の店で京扇子の製作実演を行っていたという縁があった。
店を出てから、功二から小料理屋に飾られている写真は、花の亡き婚約者が撮影したものだと言う。一通り聞いた後で、一ノ関は店に帽子を忘れたことに気づく。後日帽子を届けに来た花を会話し「書けばいいんだ」ということに気づく一ノ関。お礼として花へ京都から観音寺市への切符をプレゼントした。
観音寺で、花の婚約者の墓参りにいくと、ちょうど月命日にということも有り、婚約者が助けた子どもも親とともに墓参りしていたこともあり、花は婚約者の死という後悔の念から解放される。
一ノ関は四国に滞在を続け、高松市の移動図書館の手伝いをしている男性の本業であるBAR半空（なかぞら）へ行くと、店内の本棚のうち客が持ち寄った本の中に「悲哀の廃村」をみつけ、持ってきた人物である漁師の平野源次に会いたいと願い半空に通い港も捜し歩く。
源次は、旅館の手伝いもしていると聞きつけ、屋島の旅館に宿泊し、布団の用意に来た源次にあなたのお父さんから手紙をもらいましたと源次に詫びたが、源次は自分はむしろそれがきっかけで村から出ることができた。過去に縛られるな「忘れろ」と手紙を持って去っていった。
一ノ関は、閉店した書店から行き場のなくなった本を引き取り、那須ブックセンター跡や駅前など、書店の空白地で1日限りの移動書店をしつつ、小説と絵本を書くことができた。そして次なる場所へ移動書店とともに執筆する道を歩みだした。

## キャスト
- かけなくなった小説家 一ノ関哲弘：矢柴俊博[4]
- 朝比奈花：遠藤久美子
- 図書館司書・石野沙夜：宮本真希
- 図書館司書・伊達夕夏：石川恋
- 小笠原功二：長谷川朝晴
- 旅する劇団員 岩佐美玖：米野真織
- 漁師 平野源次：加藤久雅
- 農家の青年 北野豊人：川岡大次郎
- 農家の青年の妻 北野亜弥：宗清万里子
- 森の中の書店員 宇田朝：千勝一凜[6]
- 堀田直幹: 歌川貴賀志
- 森月美詞：渡邊このみ
- 山田照也：市村亮
- 平野正琉：岡村洋一
- 半空のマスター 結城文博：丈[3]
- 花の婚約者が助けた子の母 瀬戸香菜美: 紀那きりこ
- 花の婚約者が助けた子 瀬戸美彩紀：児玉すみれ
- 鎌田一輝：吉田浩太
- 鎌田乃羽：戸張美佳
- 岸本恵歩：森田朋依
- 川崎今日香：福地千香子
- 竹之内文男：渡辺一
- 七海：坂本七海
- 唯：朝陽唯
- 雅：野口雅
- ささや旅館女将 倉波君江：及川規久子
- 赤渕太郎：ノブイシイ
- 警備員：桂弘
- 役場職員：堀口恭平
- 元名田庄村村民：遠山浩司
- 元名田庄村村民：KOSEI
- 一ノ関桜生：さとうかよこ
- 一ノ関諒：櫻井快
- 宮司：篠原哲雄[6]
- 子ども食堂のマスター：渡辺美知太郎（那須塩原市長、特別出演）
- 読み聞かせ女性：西田由紀子
- 読み聞かせ男性：佐藤利行

## 主題歌
- ASKA「I feel so good」

## 挿入歌
- Better Stance（那須塩原市のアコースティックデュオ）「お前にエールを」

## スタッフ
- 監督：篠原哲雄
- 脚本：千勝一凜
- 企画・制作：ストラーユ
- 配給：アークエンタテインメント
- 宣伝プロヂューサー：高木真寿美
- 音楽：GEN
- 撮影：上野彰吾（JSC） 田辺正晴
- 照明：浅川周
- 助監督：市原大地
- 美術：大町力 京映アーツ
- スタイリスト：神恵美
- ヘアメイク：岩鎌智美、梅原さとこ
- 制作：シャイカー、ドラゴンフライ
- デザインイラスト：松永由美子、宮本奈々
- グレーディング：稲川実希
- 整音：田中靖志
- 編集：水戸英樹
- 企画協力：日本書店商業組合連合会、東京都書店商業組合
- 特別協力：ワークス企画、TSUBASA GROUP、Burnish Stone
- 総合プロデュース：篠原哲雄
- プロデューサー：櫻庭賢輝
- アソシエイトプロデューサー：山中勝己
- プロデューサー・キャスティング：千勝一凜